# Lieja-Bastoña-Lieja 2016
La 102.ª edición de la clásica ciclista Lieja-Bastoña-Lieja se celebró en Bélgica el 24 de abril de 2016 sobre un recorrido de 253 kilómetros.
La carrera además de ser la tercera y última de la clásica de las Ardenas, formó parte del UCI WorldTour 2016, siendo la decimotercera competición del calendario de máxima categoría mundial.
La carrera fue ganada por el corredor neerlandés Wout Poels del equipo Team Sky, en segundo lugar Michael Albasini (Orica GreenEDGE) y en tercer lugar Rui Alberto Costa (Lampre-Merida).

## Recorrido
El recorrido es similar a la edición anterior pero suprimiendo la Côte de Stockeu y adicionando la nueva Côte de la Rue Naniot de 600 m y con pendiente de 10,5 % al final de la carrera. El recorrido inició en el municipio francófono de Lieja en Bélgica, muy cerca de las fronteras con Alemania y Países Bajos, siguiendo un recorrido con 10 cotas a través de toda la provincia de Lieja y finalizando en la municipalidad de Ans.
| 1  | Côte de la Roche-en-Ardenne  | 2800 | 6,2 %  | 78,5  |
| 2  | Côte de Saint-Roch           | 1000 | 11,2 % | 128   |
| 3  | Côte de Wanne                | 2800 | 7,4 %  | 168,5 |
| 4  | Côte de la Haute-Levée       | 3600 | 5,6 %  | 179   |
| 5  | Col du Rosier                | 4400 | 5,9 %  | 192   |
| 6  | Côte du Maquisard            | 2000 | 5 %    | 204,5 |
| 7  | Côte de La Redoute           | 2000 | 8,9 %  | 216,5 |
| 8  | Côte de la Roche aux faucons | 1300 | 11 %   | 232,5 |
| 9  | Côte de Saint-Nicolas        | 1200 | 8,6 %  | 246,5 |
| 10 | Côte de la Rue Naniot        | 600  | 10,5 % | 250,5 |

## Equipos participantes
Tomaron parte en la carrera 25 equipos: los 18 UCI ProTeam (al tener asegurada y ser obligatoria su participación), más 7 equipos Profesionales Continentales invitados por la organización. Cada formación estuvo integrada por 8 ciclistas, formando así un pelotón de 200 corredores (el máximo permitido en carreras ciclistas).
| WorldTeams (18)- AG2R La Mondiale - Astana - BMC Racing Team - Cannondale - Dimension Data - Etixx-Quick Step - FDJ - Giant-Alpecin - IAM Cycling - Katusha - Lampre-Merida - Lotto NL-Jumbo - Lotto-Soudal - Movistar Team - Orica-GreenEDGE - Sky - Tinkoff - Trek-Segafredo Equipos continentales profesionales (7)- Bora-Argon 18 - Cofidis, Solutions Crédits - Direct Énergie - Fortuneo-Vital Concept - Roompot-Oranje Peloton - Topsport Vlaanderen-Baloise - Wanty-Groupe Gobert |
| |

## Clasificaciones finales
Las clasificaciones finalizaron de la siguiente forma:
| \| Clasificación general \| Clasificación general \| Clasificación general \| Clasificación general \| Clasificación general \| \| Ciclista \| Ciclista \| Equipo \| Tiempo \| \| \| --------------------- \| --------------------- \| -------------------------- \| --------------------- \| --------------------- \| \| 1.º \| Wout Poels \| Team Sky \| 6 h 24 min 29 s \| \| \| 2.º \| Michael Albasini \| Orica-GreenEDGE \| + 0 s \| \| \| 3.º \| Rui Alberto Costa \| Lampre-Merida \| + 0 s \| \| \| 4.º \| Samuel Sánchez \| BMC Racing Team \| + 4 s \| \| \| 5.º \| Ilnur Zakarin \| Katusha \| + 9 s \| \| \| 6.º \| Warren Barguil \| Giant-Alpecin \| + 11 s \| \| \| 7.º \| Roman Kreuziger \| Tinkoff \| + 12 s \| \| \| 8.º \| Joaquim Rodríguez \| Katusha \| + 12 s \| \| \| 9.º \| Bauke Mollema \| Trek-Segafredo \| + 12 s \| \| \| 10.º \| Diego Rosa \| Astana \| + 12 s \| \| \| 11.º \| Tanel Kangert \| Astana \| + 12 s \| \| \| 12.º \| Enrico Gasparotto \| Wanty-Groupe Gobert \| + 12 s \| \| \| 13.º \| Romain Bardet \| AG2R La Mondiale \| + 12 s \| \| \| 14.º \| Michael Valgren \| Tinkoff \| + 12 s \| \| \| 15.º \| Patrick Konrad \| Bora-Argon 18 \| + 12 s \| \| \| 16.º \| Alejandro Valverde \| Movistar Team \| + 12 s \| \| \| 17.º \| Dylan Teuns \| BMC Racing Team \| + 12 s \| \| \| 18.º \| Arnold Jeannesson \| Cofidis, Solutions Crédits \| + 12 s \| \| \| 19.º \| Stephen Cummings \| Dimension Data \| + 12 s \| \| \| 20.º \| Lars Petter Nordhaug \| Team Sky \| + 12 s \| \| |                      |                            |                 |
| |                      |                            |                 |
| Fuentes: ProCyclingStats Cycling Quotient Cycling Archives |                      |                            |                 |
| Clasificación general |                      |                            |                 |
| Ciclista | Ciclista             | Equipo                     | Tiempo          |
| 1.º | Wout Poels           | Team Sky                   | 6 h 24 min 29 s |
| 2.º | Michael Albasini     | Orica-GreenEDGE            | + 0 s           |
| 3.º | Rui Alberto Costa    | Lampre-Merida              | + 0 s           |
| 4.º | Samuel Sánchez       | BMC Racing Team            | + 4 s           |
| 5.º | Ilnur Zakarin        | Katusha                    | + 9 s           |
| 6.º | Warren Barguil       | Giant-Alpecin              | + 11 s          |
| 7.º | Roman Kreuziger      | Tinkoff                    | + 12 s          |
| 8.º | Joaquim Rodríguez    | Katusha                    | + 12 s          |
| 9.º | Bauke Mollema        | Trek-Segafredo             | + 12 s          |
| 10.º | Diego Rosa           | Astana                     | + 12 s          |
| 11.º | Tanel Kangert        | Astana                     | + 12 s          |
| 12.º | Enrico Gasparotto    | Wanty-Groupe Gobert        | + 12 s          |
| 13.º | Romain Bardet        | AG2R La Mondiale           | + 12 s          |
| 14.º | Michael Valgren      | Tinkoff                    | + 12 s          |
| 15.º | Patrick Konrad       | Bora-Argon 18              | + 12 s          |
| 16.º | Alejandro Valverde   | Movistar Team              | + 12 s          |
| 17.º | Dylan Teuns          | BMC Racing Team            | + 12 s          |
| 18.º | Arnold Jeannesson    | Cofidis, Solutions Crédits | + 12 s          |
| 19.º | Stephen Cummings     | Dimension Data             | + 12 s          |
| 20.º | Lars Petter Nordhaug | Team Sky                   | + 12 s          |

## UCI World Tour
La Lieja-Bastoña-Lieja otorga puntos para el UCI WorldTour 2016, para corredores de equipos en las categorías UCI ProTeam, Profesional Continental y Equipos Continentales. La siguiente tabla corresponde al baremo de puntuación:
| Posición   | 1º  | 2º | 3º | 4º | 5º | 6º | 7º | 8º | 9º | 10º |
| Puntuación | 100 | 80 | 70 | 60 | 50 | 40 | 30 | 20 | 10 | 4   |

| Posición | Ciclista          | Equipo             | Puntos |
| -------- | ----------------- | ------------------ | ------ |
| 1.º      | Wout Poels        | Team Sky           | 100    |
| 2.º      | Michael Albasini  | Orica GreenEDGE    | 80     |
| 3.º      | Rui Alberto Costa | Lampre-Merida      | 70     |
| 4.º      | Samuel Sánchez    | BMC Racing Team    | 60     |
| 5.º      | Ilnur Zakarin     | Team Katusha       | 50     |
| 6.º      | Warren Barguil    | Team Giant-Alpecin | 40     |
| 7.º      | Roman Kreuziger   | Tinkoff            | 30     |
| 8.º      | Joaquim Rodríguez | Team Katusha       | 20     |
| 9.º      | Bauke Mollema     | Trek-Segafredo     | 10     |
| 10.º     | Diego Rosa        | Astana             | 4      |

Además, también otorgó puntos para el UCI World Ranking (clasificación global de todas las carreras internacionales).
| Posición   | 1º  | 2º  | 3º  | 4º  | 5º  | 6º  | 7º  | 8º  | 9º  | 10º |
| Puntuación | 500 | 400 | 325 | 275 | 225 | 175 | 150 | 125 | 100 | 85  |

| Posición | Ciclista          | Equipo             | Puntos |
| -------- | ----------------- | ------------------ | ------ |
| 1.º      | Wout Poels        | Team Sky           | 500    |
| 2.º      | Michael Albasini  | Orica GreenEDGE    | 400    |
| 3.º      | Rui Alberto Costa | Lampre-Merida      | 325    |
| 4.º      | Samuel Sánchez    | BMC Racing Team    | 275    |
| 5.º      | Ilnur Zakarin     | Team Katusha       | 225    |
| 6.º      | Warren Barguil    | Team Giant-Alpecin | 175    |
| 7.º      | Roman Kreuziger   | Tinkoff            | 150    |
| 8.º      | Joaquim Rodríguez | Team Katusha       | 125    |
| 9.º      | Bauke Mollema     | Trek-Segafredo     | 100    |
| 10.º     | Diego Rosa        | Astana             | 85     |